# Entre brumas
Entre brumas es una telenovela mexicana dirigida por Julio Castillo,  producida por Ernesto Alonso para la cadena Televisa en 1973. Fue protagonizada por Ricardo Blume y Chela Castro, con las actuaciones antagónicas de Rita Macedo y Macaria.

## Sinopsis
La historia se desarrolla en Inglaterra, en donde Deborah Winters es una mujer muy reprimida, dominada por su padre y que ha crecido a la sombra de su bella pero cruel amiga, Linda Anderson. Ésta siempre le ha quitado a Deborah todo lo que ella desea, incluyendo a Paul Anderson de quien Deborah está enamorada.
Al pasar 10 años, Linda y Paul vuelven al pequeño pueblo inglés donde vivían, mientras Deborah se ha convertido en una solterona neurótica y amargada. El matrimonio de Linda y Paul es muy infeliz pues Paul nunca ha estado enamorado de ella y sólo se mantiene a su lado por lástima. Deborah ve en esto la oportunidad de acercarse a Paul ya que cree que él aún la ama. Sin embargo, nuevamente alguien se interpone entre ellos, Doris quien es la hija del médico del pueblo. Pasarán muchas cosas antes de que Deborah pueda volver a tener la oportunidad de estar junto a Paul.

## Elenco
- Chela Castro† - Deborah Winters
- Ricardo Blume† - Paul Anderson
- Rita Macedo† - Linda Anderson
- Macaria - Doris
- Narciso Busquets - Jean Louis
- Miguel Manzano† - Charlie
- María Rubio† - Susan
- Alicia Montoya† - Sarah
- Otto Sirgo - Enrico Petrini
- Lucía Guilmáin† - Mary
- Guillermo Murray - Robert Green
- José Luis Jiménez - Sir James Winters
- Alfonso Meza - Oscar Anderson
- Gloria Guzmán† - Sra. Lester
- Héctor Sáez - Bill
- Malena Doria† - Elizabeth
- Ignacio Rubiell - Ruby
- Tita Grieg - Ángela
- Roberto Antúnez - Ricardo
- José Antonio Ferral† - Tom
- Mónica Miguel†
- Guillermo Aguilar

## Versiones
En 1983 se realizó un remake de esta historia, El amor ajeno bajo la producción de Irene Sabido para la cadena Televisa y protagonizada por  Jorge Lavat e Irma Lozano con la participación antagónica de Úrsula Prats. A diferencia de Entre brumas, en Amor ajeno se ambientó la historia en el México contemporáneo de principios de la década de los 80's.